# UFC 266: Volkanovski vs. Ortega
UFC 266: Volkanovski vs. Ortega è stato un evento di arti marziali miste tenuto dalla Ultimate Fighting Championship il 25 settembre 2021 alla T-Mobile Arena di Las Vegas, negli Stati Uniti.

## Risultati
|                                           | Divisione            |                       |                 |                       | Metodo                                  | Round           | Tempo           | Premio          |
| Card Principale                           | Card Principale      | Card Principale       | Card Principale | Card Principale       | Card Principale                         | Card Principale | Card Principale | Card Principale |
| ----------------------------------------- | -------------------- | --------------------- | --------------- | --------------------- | --------------------------------------- | --------------- | --------------- | --------------- |
| Sfida valida per il titolo di campione    | Pesi piuma           | Alexander Volkanovski | batte           | Brian Ortega          | Decisione unanime (49–46, 50–45, 50–44) | 5               | 5:00            | FOTN            |
| Sfida valida per il titolo di campione    | Pesi mosca femminili | Valentina Shevchenko  | batte           | Lauren Murphy         | KO tecnico (gomitate e pugni)           | 4               | 4:00            |                 |
|                                           | Pesi medi            | Robbie Lawler         | batte           | Nick Diaz             | KO tecnico (pugni)                      | 3               | 1:07            |                 |
|                                           | Pesi massimi         | Curtis Blaydes        | batte           | Jairzinho Rozenstruik | Decisione unanime (30–27, 30–27, 30–27) | 3               | 5:00            |                 |
|                                           | Pesi mosca femminili | Jéssica Andrade       | batte           | Cynthia Calvillo      | KO tecnico (pugni)                      | 1               | 4:54            |                 |
| Card Preliminare (ESPNews / ESPN+)        |                      |                       |                 |                       |                                         |                 |                 |                 |
|                                           | Pesi gallo           | Merab Dvalishvili     | batte           | Marlon Moraes         | KO tecnico (pugni)                      | 2               | 4:25            | POTN            |
|                                           | Pesi leggeri         | Dan Hooker            | batte           | Nasrat Haqparast      | Decisione unanime (30–27, 30–27, 30–26) | 3               | 5:00            |                 |
|                                           | Pesi massimi         | Chris Daukaus         | batte           | Shamil Abdurakhimov   | KO tecnico (pugni e gomitate)           | 2               | 1:23            | POTN            |
|                                           | Pesi mosca femminili | Taila Santos          | batte           | Roxanne Modafferi     | Decisione unanime (30–27, 30–27, 30–27) | 3               | 5:00            |                 |
| Card Preliminare (ESPN+ / UFC Fight Pass) |                      |                       |                 |                       |                                         |                 |                 |                 |
|                                           | Pesi leggeri         | Jalin Turner          | batte           | Uroš Medić            | Sottomissione (rear-naked choke)        | 1               | 4:01            |                 |
|                                           | Pesi medi            | Nick Maximov          | batte           | Cody Brundage         | Decisione unanime (29–28, 29–28, 29–28) | 3               | 5:00            |                 |
|                                           | Pesi welter          | Matthew Semelsberger  | batte           | Martin Sano Jr.       | KO tecnico (pugni)                      | 1               | 0:15            |                 |
|                                           | Pesi piuma           | Jonathan Pearce       | batte           | Omar Morales          | Sottomissione (rear-naked choke)        | 2               | 3:31            |                 |

## Premi
I lottatori premiati ricevettero un bonus di 50.000 dollari.
Legenda:
- FOTN: Fight of the Night (vengono premiati entrambi gli atleti per il miglior incontro dell'evento)
- POTN: Performance of the Night (viene premiato il vincitore per la migliore performance dell'evento)